# Aylin
Aylin är en variant av det turkiska kvinnonamnet Ayla.
Den 31 december 2014 fanns det totalt 490 kvinnor folkbokförda i Sverige med namnet Aylin, varav 413 bar det som tilltalsnamn.
Namnsdag: finns inte